# Titularbistum Tiddi
Tiddi ist ein Titularbistum der römisch-katholischen Kirche.
Die in Nordafrika gelegene Stadt Tiddis war ein alter römischer Bischofssitz, der im 7. Jahrhundert mit der islamischen Expansion unterging. Er lag in der römischen Provinz Numidien.
| Titularbischöfe von Tiddi |                                                 |                                                                 |                    |                |
| Nr.                       | Name                                            | Amt                                                             | von                | bis            |
| 1                         | Mečislovas Reinys                               | Koadjutorbischof von Vilnius (Litauen)                          | 5. April 1926      | 18. Juli 1940  |
| 2                         | Joseph Brendan Whelan CSSp                      | Apostolischer Vikar von Apostolisches Vikariat Owerri (Nigeria) | 12. Februar 1948   | 18. April 1950 |
| 3                         | Cesar Benedetti OFM                             | Apostolischer Vikar von Apostolisches Vikariat Cuevo (Bolivien) | 8. Februar 1951    | 4. April 1983  |
| 4                         | Eugenio Sbarbaro Titularerzbischof pro hac vice | Apostolischer Nuntius                                           | 14. September 1985 |                |